# Неоготика
Неоготика представља поновно оживљавање готичког стила у свим ликовним уметностима пре свега у архитектури. Био је заступљен почев од друге половине 18. века до 80-их година 19. века. Неоготика се појавила најпре у Енглеској а у Немачкој је била тесно повезана са романтиком. У сликарству посебан утицај неоготике је изражен код уметника као што су К. Д. Фридрих или К. Ф. Шинкел као и код Назарена. Са неоготиком је процват доживела и уметност витража. 